# 98e méridien ouest
En géographie, le 98e méridien ouest est le méridien joignant les points de la surface de la Terre dont la longitude est égale à 98° ouest.

## Géographie

### Dimensions
Comme tous les autres méridiens, la longueur du 98e méridien correspond à une demi-circonférence terrestre, soit 20 003,932 km. Au niveau de l'équateur, il est distant du méridien de Greenwich de 10 909 km,.
Avec le 82e méridien est, il forme un grand cercle passant par les pôles géographiques terrestres.

### Régions traversées
En commençant par le pôle Nord et descendant vers le sud au pôle Sud, Le 98e méridien ouest passe par:
| Coordonnées          | Pays, territoire ou mer | Notes |
| -------------------- | ----------------------- | --- |
| 90° 00′ N, 98° 00′ O | Océan Arctique          | Passe juste à l'ouest de l'Archipel de Fay (en), Nunavut, Canada (à 79° 35′ N, 97° 40′ O) |
| 78° 49′ N, 98° 00′ O | Canada                  | Nunavut — Île Amund Ringnes |
| 78° 17′ N, 98° 00′ O | Détroit de Hassel (en)  | |
| 77° 50′ N, 98° 00′ O | Etendue d'eau sans nom  | |
| 76° 34′ N, 98° 00′ O | Canada                  | Nunavut — Île Loney and Île Bathurst |
| 75° 01′ N, 98° 00′ O | Canal de Parry          | Passe juste à l'est de l'Île Garrett (en), Nunavut, Canada (à 74° 45′ N, 98° 08′ O) Passe juste à l'ouest de l'Île Lowther (en), Nunavut, Canada (à 74° 29′ N, 97° 47′ O)                                                                                                   |
| 74° 07′ N, 98° 00′ O | Canada                  | Nunavut — Île Russell (en) et Île du Prince-de-Galles |
| 71° 40′ N, 98° 00′ O | Détroit de Larsen (en)  | |
| 69° 54′ N, 98° 00′ O | Canada                  | Nunavut — Île du Roi-Guillaume |
| 68° 42′ N, 98° 00′ O | Détroit de Simpson (en) | |
| 68° 32′ N, 98° 00′ O | Canada                  | Nunavut Manitoba — à partir de 60° 00′ N, 98° 00′ O, passe par le Lac Winnipeg |
| 49° 00′ N, 98° 00′ O | États-Unis              | Dakota du Nord Dakota du Sud — à partir de 45° 56′ N, 98° 00′ O Nebraska — à partir de 42° 46′ N, 98° 00′ O Kansas — à partir de 40° 00′ N, 98° 00′ O Oklahoma — à partir de 37° 00′ N, 98° 00′ O Texas — à partir de 34° 00′ N, 98° 00′ O                                  |
| 26° 03′ N, 98° 00′ O | Mexique                 | Tamaulipas Veracruz — à partir de 22° 21′ N, 98° 00′ O Hidalgo — à partir de 20° 36′ N, 98° 00′ O Puebla — à partir de 20° 28′ N, 98° 00′ O Tlaxcala — à partir de 19° 38′ N, 98° 00′ O Puebla — à partir de 19° 13′ N, 98° 00′ O Oaxaca — à partir de 17° 59′ N, 98° 00′ O |
| 16° 07′ N, 98° 00′ O | Océan Pacifique         | |
| 60° 00′ S, 98° 00′ O | Océan Austral           | |
| 71° 48′ S, 98° 00′ O | Antarctique             | Liste des territoires non revendiqués |